# آبیمائل گوسمان
آبیمائل گوسمان (اسپانیایی: Presidente Gonzalo‎؛ زادهٔ ۳ دسامبر ۱۹۳۴ – درگذشته ۱۱ سپتامبر ۲۰۲۱) فیلسوف، و استاد دانشگاه اهل پرو بود.
وی از اواخر دهه ۱۹۷۰ در پرو فعال بود و شروع به «مبارزه مسلحانه» در ۱۷ مه ۱۹۸۰ کرد. وی در سال ۱۹۹۲ توسط دولت پرو دستگیر و به حبس ابد محکوم شد. در حالی که فعالیت‌های شورشیان اندکی پس از دستگیری گوسمان افزایش‌یافته‌است.

## زندگی‌نامه
گوسمان در روستای مولندو در نزدیکی یک شهر بندری در استان ایسلی، در منطقه منطقه ارکیپا، در جنوب لیما متولد شد. او پسر نامشروع یک تاجر ثروتمند، برنده جایزه ملی بخت‌آزمایی بود که با سه زن متفاوت شش فرزند داشت. مادر گوسمان، زمانی که تنها پنج سال داشت درگذشت. از سال ۱۹۳۹ تا ۱۹۴۶، گوسمان بنتو با خانواده مادریش زندگی کرد. پس از ۱۹۴۷ او با پدر و همسرش در شهر ارکیپا زندگی کرد، وی در یک مدرسه خصوصی کاتولیک تحصیل کرد. او در سن ۱۹ سالگی به عنوان دانشجوی دانشکده مطالعات اجتماعی دانشگاه ملی سن آگوستین انتخاب شد. همکلاسی‌های او در دانشگاه بعداً او را خجالتی، منظم، وسواسی توصیف کردند.